# Roda de Isábena

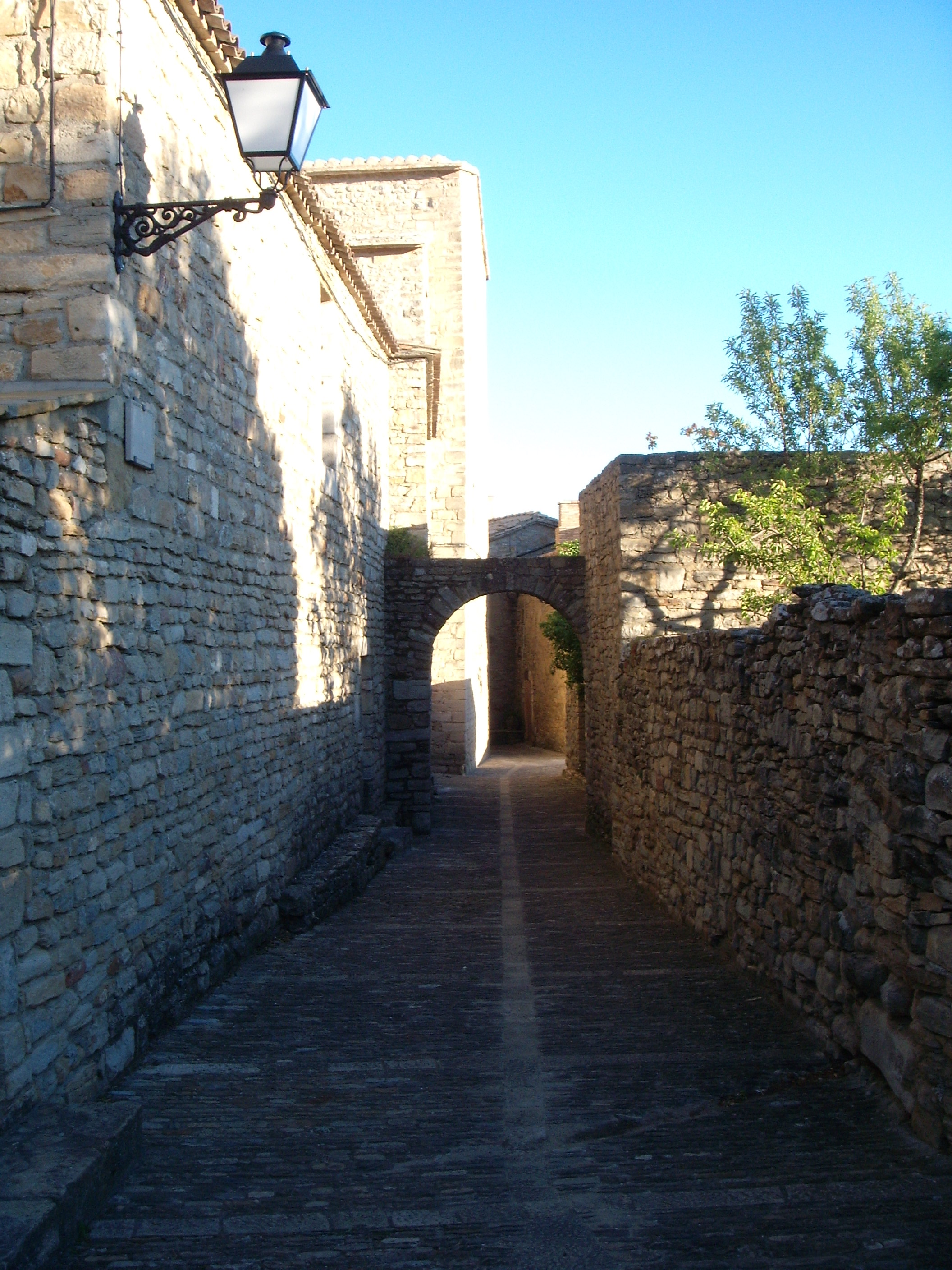
Straßenbild in Roda

Roda de Isábena ist ein kleiner Ort (2016: 37 Einwohner) im Tal des Río Isábena  in den aragonesischen Pyrenäen. Er ist seit 1964 ein Teil der Gemeinde Isábena in der Comarca Ribagorza der spanischen Provinz Huesca in Aragonien.  Der Ort war im 9. und 10. Jahrhundert Sitz eines Bischofs und beherbergt noch heute die alte Kathedrale San Vicente. Roda de Isábena ist der kleinste Ort in Spanien mit einer Kathedrale.

## Geschichte
Der Ort war seit 956 das Zentrum der Grafschaft Ribagorza. In demselben Jahr wurde die erste Kirche geweiht. Der Ort wurde schon früh Bischofssitz und blieb dies bis zum Jahr 1149, als Lleida zurückerobert wurde. Roda stand in der Front gegen das islamische Königreich von Lleida. Im Jahr 1006 wurde Roda von den Mauren unter ’Abd al-Malik, dem Sohn des Almansor, erobert und zerstört, aber schon 1010 zurückerobert. Unter König Sancho Ramirez von Aragonien wurde 1067 eine neue romanische Kirche geweiht, die um 1125 fertiggestellt war. Im Spanischen Erbfolgekrieg, im Unabhängigkeitskrieg und in den Karlistenkriegen verschlechterte sich die Situation des Orts. 1843 betraf die Desamortisation auch die Kathedrale. Sie wurde in eine Pfarrkirche umgewandelt. Im Jahr 1964 wurden die früheren Gemeinden Puebla de Roda und Roda de Isábena zur Gemeinde Isábena vereinigt, der sich 1966, 1970 und 1977 noch andere Orte anschlossen. 1979 war das Kathedralmuseum von einem umfangreichen Kunstraub betroffen.

## Ortsbild
Im Ort stehen die dreischiffige Kathedrale San Vicente mit einem Portal aus dem 13. Jahrhundert und einem im 18. Jahrhundert umgebauten Turm. Die Renaissance-Vorhalle öffnet sich zu einem erhöhten Platz, der von „noblen Gebäuden“ (Schomann) umstanden ist. Absiden und eine Hallenkrypta mit gurtlosen Gratgewölben sind die ältesten Teile, an die Nordwand der Kathedrale lehnt sich der romanische Kreuzgang (nach 1150) mit dem Kapitelsaal an. An diesen schließt das Kathedralmuseum an. Die Krypta, in der sich das Grab des hl. Raimund von Roda (Ramón de Roda) befindet und die einst vollständig ausgemalt war, besitzt noch eine Darstellung der Taufe Christi aus der Zeit um 1120. In dem Ort, der noch teilweise von einer Mauer umgeben ist, steht auch der Bischofspalast.

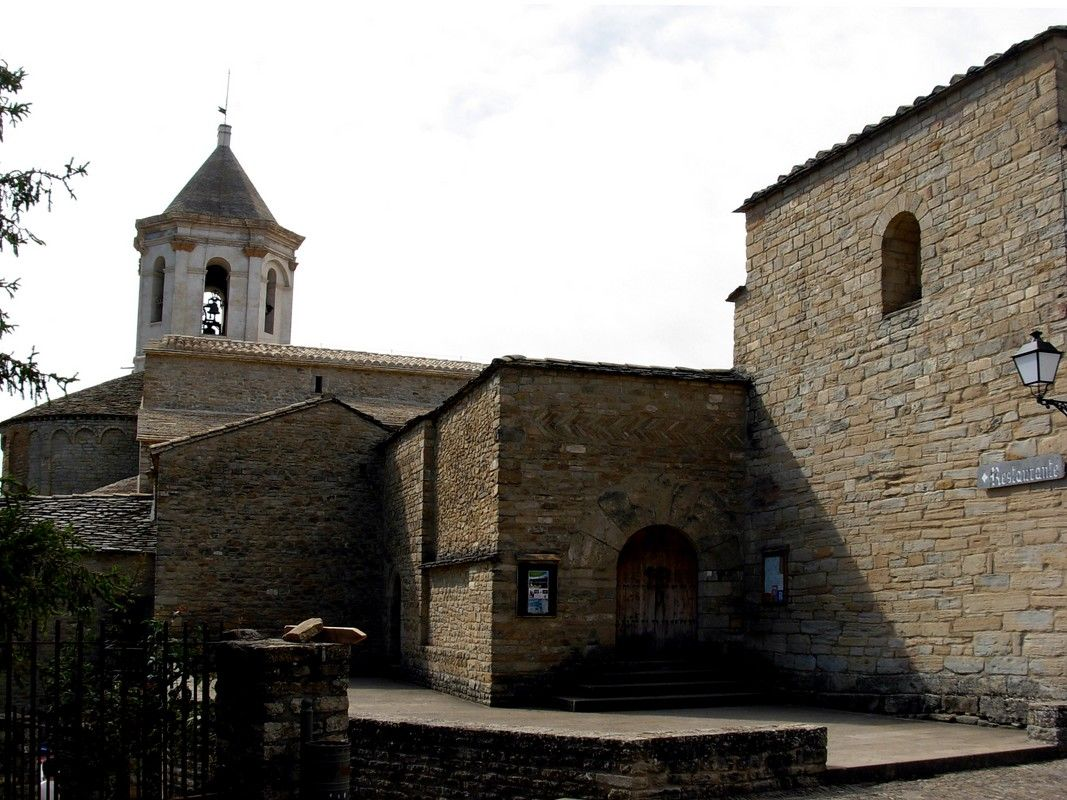
Kathedrale von Roda
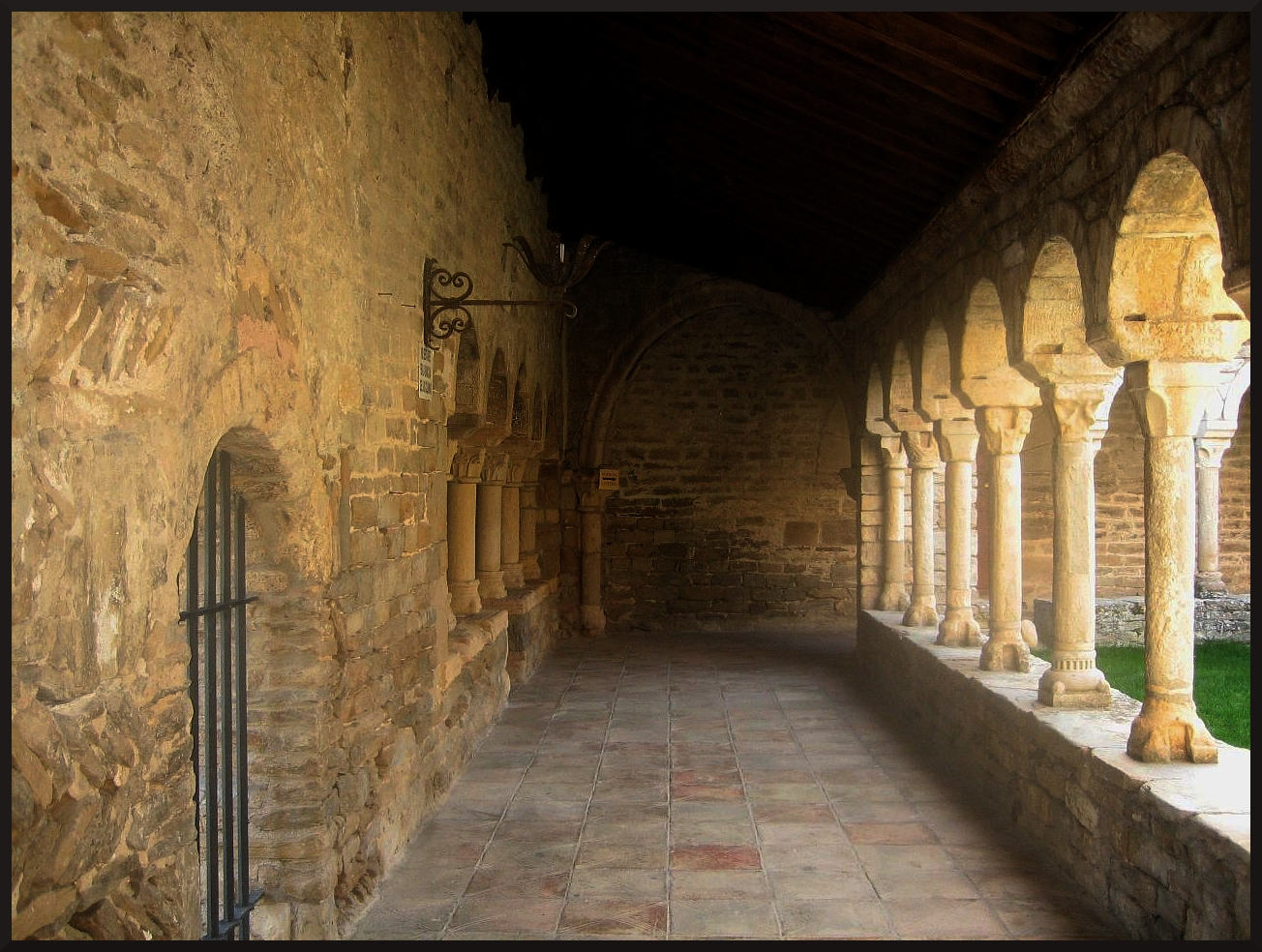
Kreuzgang der Kathedrale
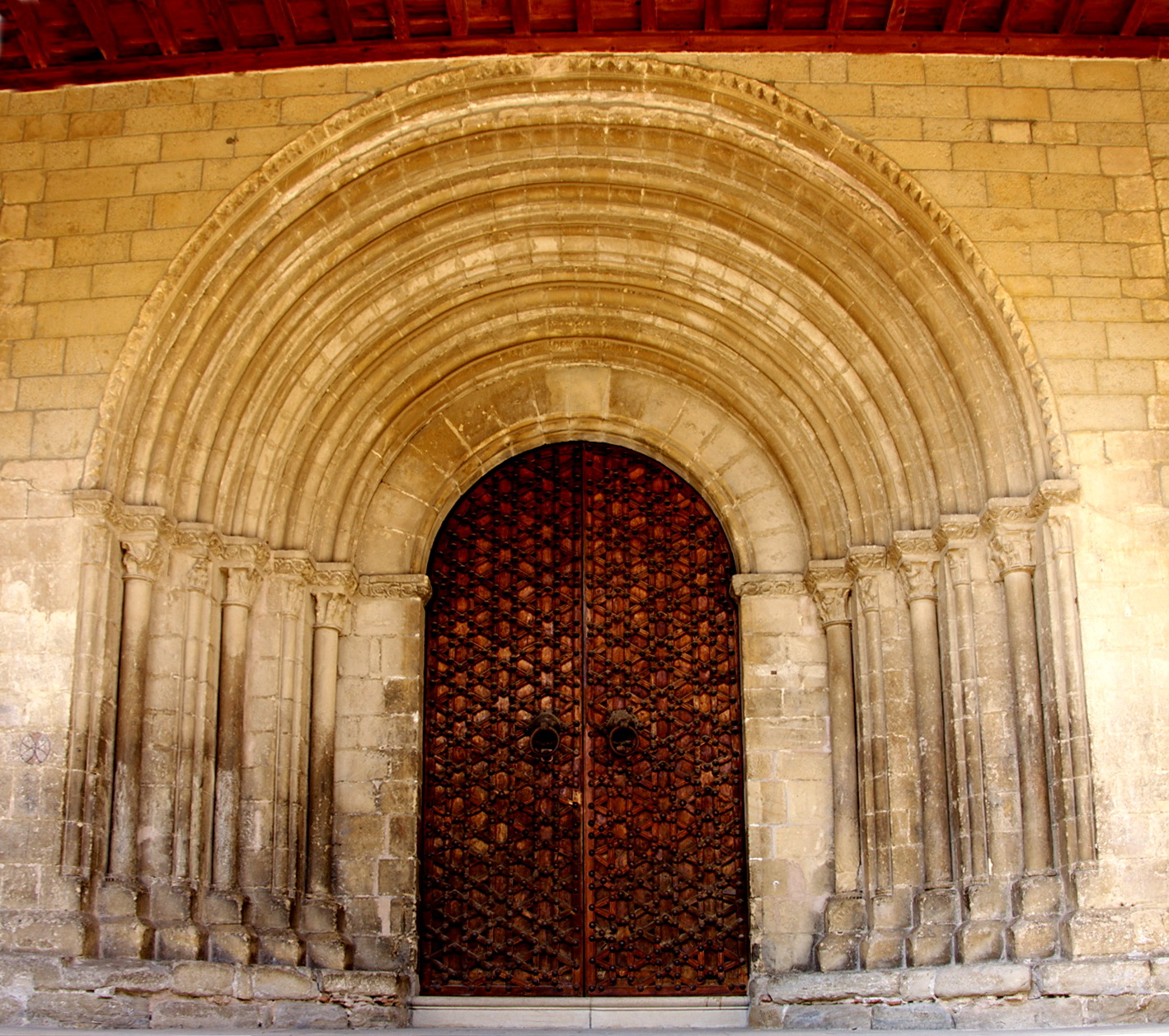
Portal der Kathedrale

## Nachweise
1. ↑  Instituto Nacional de Estadística (INE), abgerufen am 23. September 2017